# Обнажённый старик, греющийся на солнце
«Обнажённый старик, греющийся на солнце» (исп. Viejo desnudo al sol) — картина испанского живописца Мариано Фортуни, написанная в 1871 году. Картина находится в музее Прадо в Мадриде.

## Описание
В 1870 году, на пике своей международной известности, Фортуни переехал в Гранаду, где написал серию картин, отличающихся огромной свободой исполнения. Среди них было несколько набросков с натуры, изображающих пожилого человека. Этот очень точный и наблюдательный набросок обнажённой натуры, который был завещан музею Прадо как часть наследства Рамона де Эррасу, является самым примечательных из них. Картина также экспонировалась на Всемирной выставке в Париже в 1878 году под названием «Этюд старика» и являлась главной картиной серии.
В этой картине прослеживается влияние испанской живописи золотого века, особенно творчества Хосе де Риберы, а также интерес Фортуни к современному реализму, что находит проявление во внимательном изучении натуры.
Данная работа, выполненная длинными, размашистыми мазками, характеризуется разной степенью законченности, начиная со схематичности нижней части и постепенно переходя к более тщательной прорисовке головы реалистическому отображению игры света на лице и обнажённом торсе старика. Фортуни также удалось передать ощущение удовольствия и заброшенности старика, ощущающего тёплое прикосновение солнца на своей коже.